# آزمایشگاه (فیلم)
آزمایشگاه یک فیلم کمدی، رمانتیک به تولید کانون ایران نوین و کویر فیلم و به توزیع موسسه نسیم صبا، محصول ۱۳۹۰ است.

## خلاصه داستان
آزمایشگاه داستان یک جوان خجول شهرستانی است که با رتبه اول از دانشگاه فارغ‌التحصیل شده است. او برای استخدام به آزمایشگاه یک بیمارستان می‌آید، اما از لحظه اول با روابط و رقابت‌های آشکار و پنهان حرفه‌ای و عاطفی رو‌به‌رو می‌شود. 

## بازیگران
- رامبد جوان
- باران کوثری
- افشین هاشمی
- شبنم مقدمی
- رضا بهبودی
- فرزین محدث
- امیر میرآقا
- ساغر عزیزی
- رضا کیانیان
- هدایت هاشمی